# Пушкино (Юхновский район)
Пу́шкино — деревня в Юхновском районе Калужской области России. Входит в состав сельского поселения «Деревня Погореловка».

## География
Деревня находится на левом берегу реки Угра, на расстоянии 15 км от города Юхнов, административного центра района. По западной окраине деревни протекает река Вережка, а севернее — её приток Свинцы.

### Часовой пояс
Деревня Пушкино, как и вся Калужская область, находится в часовой зоне МСК (московское время). Смещение применяемого времени относительно UTC составляет +3:00.

## Население
| 2002 | 2010 |
| ---- | ---- |
| 18   | ↘9   |

## Улицы
В деревне имеется одна улица — Раздольная.